# Blechnum melanopus
Blechnum melanopus är en kambräkenväxtart som beskrevs av William Jackson Hooker. Blechnum melanopus ingår i släktet Blechnum och familjen Blechnaceae. Inga underarter finns listade.